# Andrzej Grenda
Andrzej Ryszard Grenda (ur. 16 stycznia 1955 w Łodzi) – polski grafik, rysownik, malarz, pedagog, profesor zwyczajny.

## Życiorys
Studia ukończył w roku 1978 w łódzkiej Państwowej Wyższej Szkole Sztuk Plastycznych na kierunku grafika warsztatowa, w pracowniach prof. Stanisława Fijałkowskiego, prof. Leszka Rózgi i prof. Andrzeja Bartczaka. W roku 1988 podjął pracę pedagogiczną na Wydziale Grafiki i Malarstwa Akademii Sztuk Pięknych w Łodzi, w Pracowni Rysunku prowadzonej przez prof. Andrzeja Kabałę. W roku 2001 uzyskał stopień doktora habilitowanego, a w roku 2010 tytuł profesora nadzwyczajnego łódzkiej uczelni. W roku 2014 uzyskał nominację na profesora zwyczajnego. Wykształcił kilka pokoleń artystów.

## Twórczość
Początkowo specjalizował się w gipsorycie i cynkografii, wykonując tą techniką pełnoformatowe ryciny. W połowie lat osiemdziesiątych poświęcił się jednak niemal całkowicie rysunkowi. Pierwsze prace rysunkowe tworzył tylko za pomocą ołówka, nawiązując do koncepcji non finito, która cieszyła się dużym powodzeniem w osiemnastowiecznej estetyce rysunku angielskiego. Z czasem, chcąc dodać do prostych linii szerokie spektrum walorowe, dołączył do swoich prac także techniki fotograficzne. Końcowe dzieło było więc efektem dwóch działań plastycznych: najpierw pokryta rysunkiem tafla szyby służyła jako negatyw do naświetlenia bardzo drobnego płótna fotograficznego, a następnie, po wywołaniu negatywu, następował etap nakładania grafitu. W twórczości tego okresu dominowały achromatyczne formy figuratywne w niedookreślonym kontekście i układzie (Pejzaż górski). 
Na początku lat dziewięćdziesiątych Andrzej Grenda opracował własną technikę rysunkową, stosując nakładanie na papier transparentnych warstw ciekłego grafitu wymieszanego z płynnymi mediami o różnej lepkości. Nanoszona na papier grafitowa mikstura mogła być w zależności od potrzeb usuwana. W tego rodzaju pracach równorzędnym narzędziem kreacji nadal pozostawał ołówek. Dzięki tej technice można było uzyskać różne warianty czerni i szarości. Kompozycja w tym okresie była na ogół nieskomplikowana, oparta najczęściej na układach pionów i poziomów. Dzieło zamykało się w prostokącie zorientowanym horyzontalnie lub wertykalnie. Do najważniejszych prac z tego okresu należą rysunki: Wspomnienia z wakacji, Tablice reklamowe o czwartej nad ranem w niedzielę, Okruchy czasu, Droga do Damaszku. W recenzjach podkreślano oryginalność zastosowanych rozwiązań plastycznych i świadome ograniczenie środków wyrazu. Zdaniem krytyków silne kontrasty przy jednoczesnej delikatności rysunku przywodziły na myśl malarską technikę laserunkową, a w sferze skojarzeń literackich nastrojowość poezji Rainera Marii Rilkego.

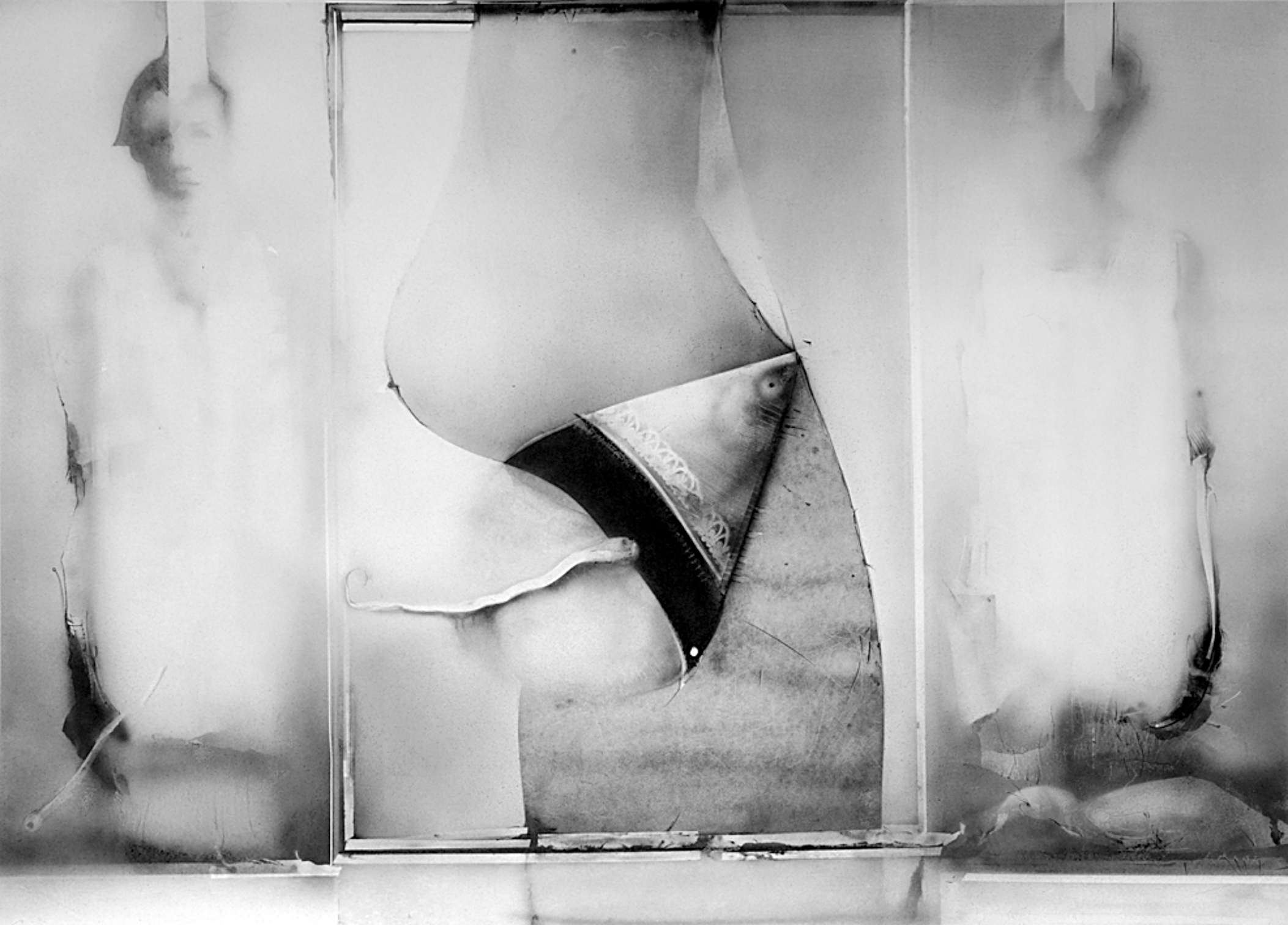
Andrzej Grenda Czekam Ciebie po północy

Na początku lat dwutysięcznych Andrzej Grenda pracował nad rysunkami wielkoformatowymi, często tryptykami, na papierze oraz na płótnach o bardzo gęstym splocie, zagruntowanych podkładami o określonej strukturze, chłonności i gładkości. Inspiracją stała się w tym wypadku natura pojmowana jako świat widzialny, a tematami rysunków były pejzaż, czas, a zwłaszcza postać ludzka stanowiąca egzemplifikacją rozmaitych idei i mitów. Widoczne jest to zwłaszcza w rysunkach Czekam Ciebie po północy,  Kobieta patrząca w przeszłość, Korowód, Drogeria w Nicei, Samotność i Przepowiednia II. Krytyka podkreślała, że w pracach tych różne elementy narracyjne funkcjonują w obrębie osobnych planów: przestrzennych, czasowych i niekiedy tematycznych. Nie brak w nich również wątków osadzonych w tradycji świata starożytnego i chrystianizmu.
Podobne spektrum zagadnień daje się także zauważyć w przypadku malarskiego dorobku Andrzeja Grendy. Tematy i formy jego obrazów nacechowanych odrealnieniem i niejednoznacznością odwołują się bezpośrednio do krainy mitu lub archetypów. Istotną rolę odgrywają w nich również uproszczone znaki bliskie kaligrafii i automatyzmom. Ich intensywna obecność w obrazach sprawia, że twórczość Grendy określa się czasem mianem malarskiej hermeneutyki, dążącej do wydobycia z poszczególnych znaków pierwotnego sensu. W obrazach tych równie istotne są zabiegi technologiczne, które pozwalają modyfikować sposób wykonania linii i jej relacji do podłoża. Zresztą już same tytuły tych prac (Znak, abstract) sugerują, że artysta chce wykroczyć poza rzeczowy charakter malarstwa i zwrócić się ku temu, co pojęciowe.

## Wybrane wystawy zbiorowe

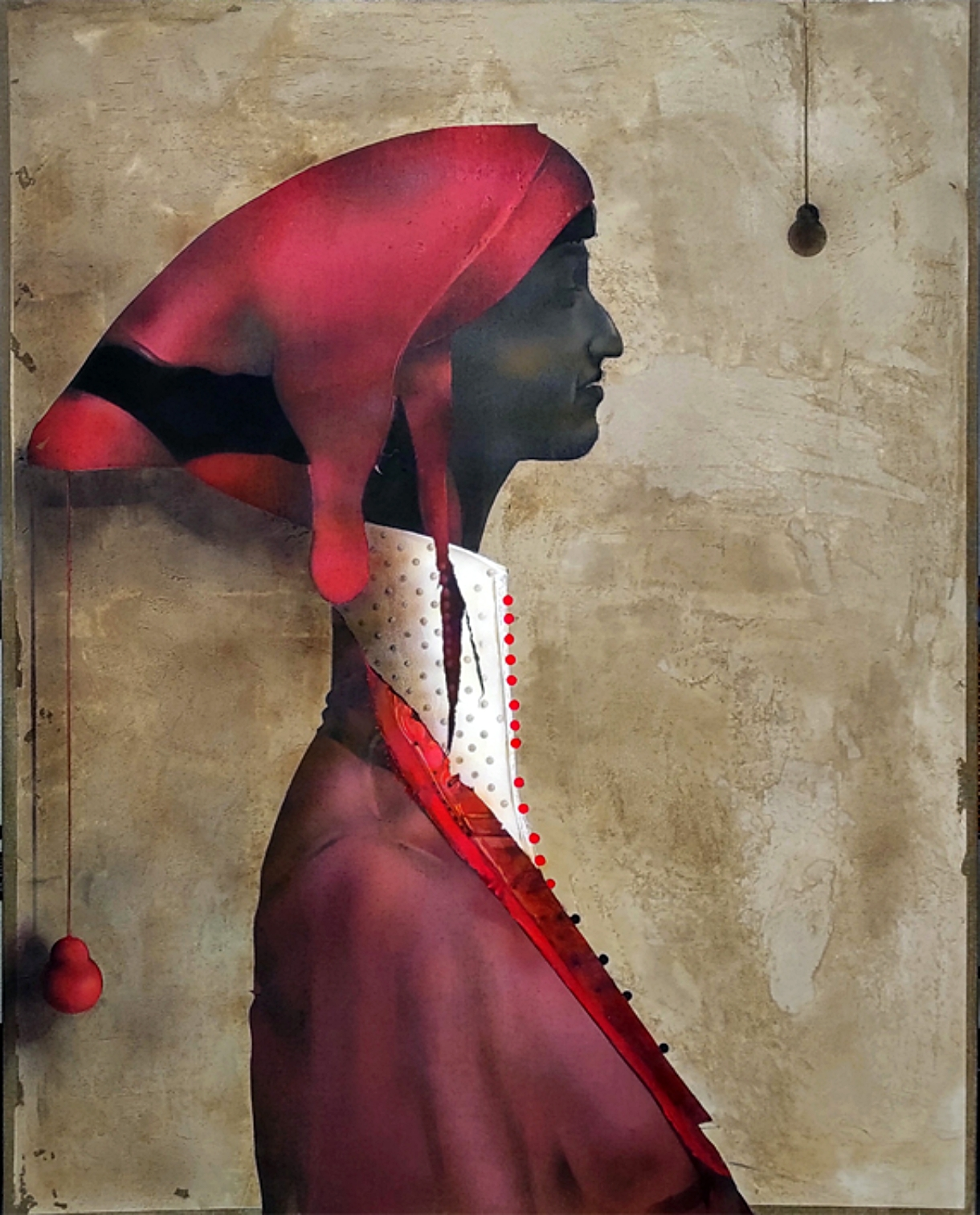
Andrzej Grenda Katarzyna

- 1990 – Jubileusz 45-lecia PWSSP w Łodzi, Salon Sztuki Współczesnej, Łódź
- 1994 – Łódzki Salon Zimowy 1994, Muzeum Historii Miasta Łodzi
- 1995 – 50–lecie PWSSP w Łodzi, Centralne Muzeum Włókiennictwa w Łodzi
- 1999 – Akademie der Künste, Berlin, Niemcy
- 1999 – I Międzynarodowy Konkurs Rysunku „Wrocław 1999/2000“, Muzeum Architektury,  Wrocław
- 2002 – Ogólnopolska Wystawa Plastyczna  „Natura Rzeczy – Ziemia”, Galeria ZPAP, Warszawa
- 2003 – II Międzynarodowy Konkurs Rysunku „Wrocław 2003/2004”, Muzeum Akademii Sztuk Pięknych, Wrocław
- 2004 – Wystawa laureatów wszystkich Triennale Polskiego Rysunku Współczesnego, Pałac Branickich, Warszawa
- 2004 – Wystawa rysunków II Międzynarodowego Konkursu Rysunku, Biuro Wystaw Artystycznych, Sandomierz
- 2004 – Wystawa po II Międzynarodowym Konkursie Rysunku – Wrocław, Miejska Galeria Sztuki, Częstochowa
- 2008  – Wystawa po III Międzynarodowym Konkursie Rysunku, Saloniki, Grecja
- 2008 – Wystawa po VI Międzynarodowym Workshop Klubu Polskiego – Koszyce, Ďanová, Słowacja
- 2010 – Muzeum Etnografii i Artystycznego Przemysłu Instytutu Narodowej Akademii Nauk, Lwów, Ukraina
- 2011 – Akademia Sztuk Pięknych, Kijów, Ukraina
- 2013 – „Profesorowie – adepci. Łódzka Szkoła Grafiki Warsztatowej”, Galeria „Kobro“, Łódź
- 2014 – „Dramat Wolności”, Areszt Śledczy Montelupich, Kraków
- 2014  – „Pen to Paper – Contemporary Drawing Show”, Knight Webb Gallery, Londyn, Wielka Brytania
- 2018 – „Kafka – przełamywanie granic”, Galeria Sztuki Współczesnej „Profil”, Poznań

## Wybrane wystawy indywidualne

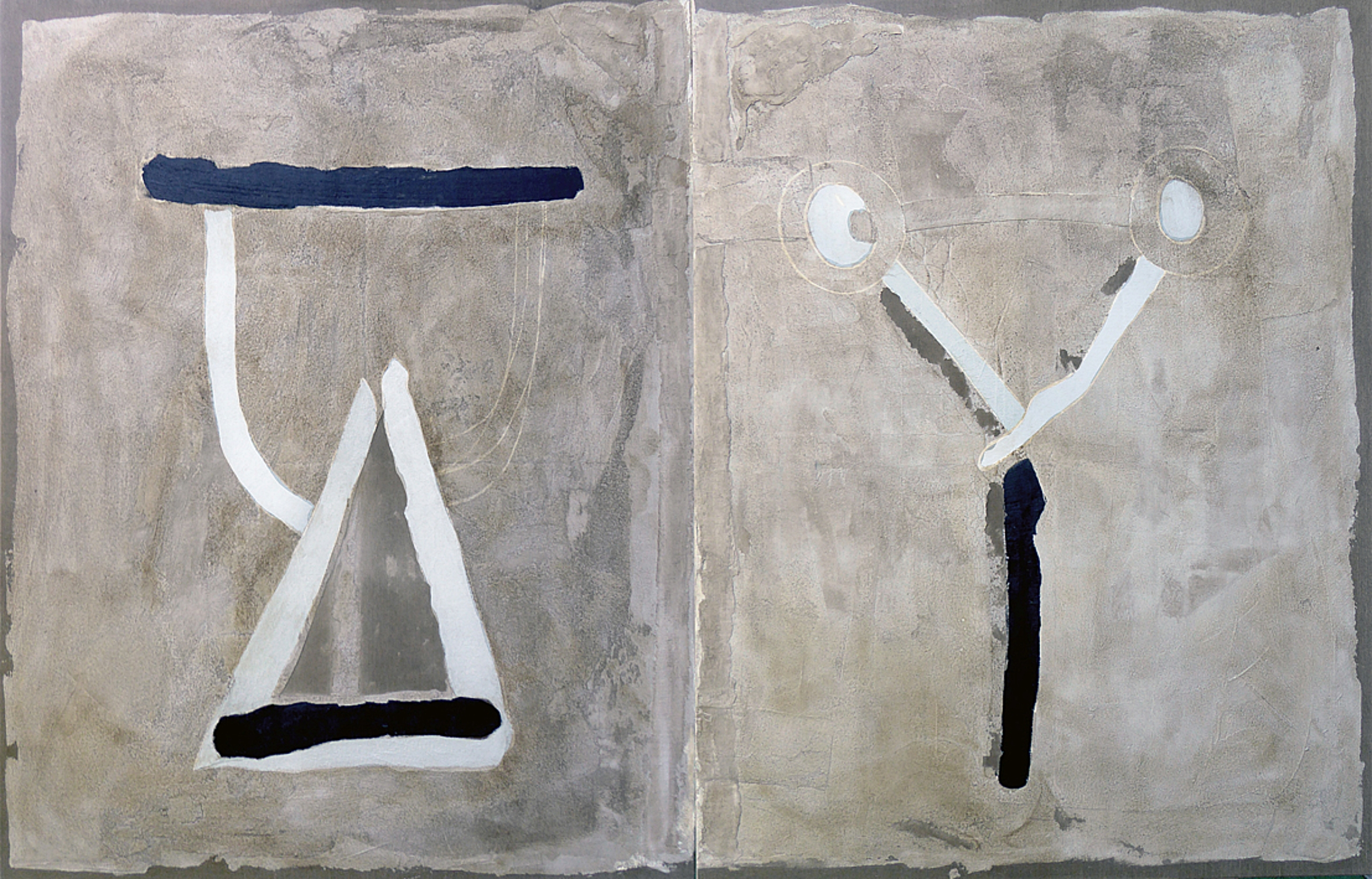
Andrzej Grenda Abstrakt – dyptyk

- 1991 – Neo-Art Galeria, Treviso, Włochy
- 2001 – Galeria „Browarna”, Łowicz
- 2005 – Biuro Wystaw Artystycznych, Sandomierz
- 2007 – Biuro Wystaw Artystycznych, Rzeszów
- 2014 – Biuro Wystaw Artystycznych, Kielce
- 2016 – Galeria Willa, Łódź
- 2018 – Kunstverein und Stadtmuseum, Zweibrücken, Niemcy
- 2019 – Galeria „Jatki”, Ostrów Mazowiecki
- 2022 – Piwnica PodCieniami, Krosno